# São João de Fontoura
São João de Fontoura ist eine Gemeinde (Freguesia) im portugiesischen Kreis Resende. In ihr leben 537 Einwohner (Stand 19. April 2021).